# Nickelodeon Animation Studio
Pour les articles homonymes, voir Nickelodeon.
Nickelodeon Animation Studio (aussi nommée Nickelodeon Studios Burbank ou encore Nickelodeon Productions) est une société de production américaine créée en 1990 et fondée par Vanessa Coffey et Mary Harrington.
Le studio est détenu et exploité par le réseau de télévision Nickelodeon. Il produit beaucoup de séries animées les plus populaires du réseau, y compris Bob l'éponge, Mes parrains sont magiques, Les Tortues ninja, Avatar : Le Dernier Maître de l'air, Objectif Blake !, Harvey Beaks et Bienvenue chez les Loud ainsi que les programmes pour NickToons.
Les fondations de la division de Nickelodeon Animation Studio commencent par la création de trois programmes d'animation originaux en 1991, Doug, Les Razmoket et Ren & Stimpy. Après une chute avec le créateur John Kricfalusi de Ren & Stimpy en 1992, Nickelodeon a fondé Games Animation pour produire de futurs projets d'animation incluant leur première série intégrale Rocko et compagnie. La Game Animation a produit une grande partie de la production du réseau du milieu des années 1990, en partenariat avec des entreprises notables telles que Frederator Studio.
En 1998, le studio a été déménagé du Studio City (en Californie) à Burbank pour célébrer une nouvelle installation et a été renommé Nickelodeon Animation Studio.
Outre Nickelodeon, le studio a également produit des séries d'animation pour Nick Jr. (Nickelodeon Junior en France), NickToons Network et d'autres réseaux appartenant à ViacomCBS tels que Spike.

## Histoire

### De 1991 à 1998: Games Animation
Les débuts du studio d'animation Nickelodeon sont à l'origine des efforts de la chaîne Nicktoons.
En 1990, Nickelodeon a engagé Vanessa Coffey en tant que consultante en création pour développer un bloc de programmation NickToons, la chargeant de rechercher de nouveaux personnages et histoires qui permettraient à la chaîne de faire une entrée remarquée dans le secteur de l'animation. Le coût élevé d'une animation de haute qualité a découragé le réseau de développer une programmation animée hebdomadaire. Bien que la plupart des réseaux de télévision de l'époque aient eu tendance à s'adresser à de grandes maisons d'animation ayant fait leurs preuves pour développer des séries du samedi matin, souvent des personnages de films, de jouets ou de bandes dessinées déjà vendus à l'avance, Nickelodeon souhaitait différemment. Inspiré par les débuts de l'animation et le travail de Bob Clampett, Tex Avery et Chuck Jones, la chaîne s'est mis en quête de caricaturistes frustrés engloutis par le système de studio. La présidente de Nickelodeon, Geraldine Laybourne, a chargé huit courts métrages de six minutes, d’un coût de 100 000 dollars chacun, avant d’en choisir trois. À la recherche des talents les plus novateurs dans le domaine, les séries d'animations de cette association d'artistes : Doug, Les Razmoket et Ren et Stimpy, ont représenté douze années de préparation de budget à cette fin. Vanessa Coffey a été embauché comme producteur exécutif de l’animation par Nickelodeon entre les courts métrages et la production en série.
Malgré tous les efforts déployés, les relations avec le créateur de Ren & Stimpy, John Kricfalusi, se sont tendues.
À l’automne 1992, Nickelodeon a renvoyé John Kricfalusi. Vanessa Coffey affirme que John était en rupture de contrat pour ne pas livrer les projets à temps, créer du contenu dérangeant et dépasser son budget. Le créateur a soupçonné que la vraie raison était que la chaîne était inconfortable avec un humour plus brut. Nickelodeon s'est opposé à la plupart de ses intrigues proposées et à ses nouveaux personnages, y compris George Liquor, un « mâle américain ». Après que Kricfalusi et Nickelodeon aient manqué plusieurs promesses de diffusion d'un nouvel épisode et de diffusion, le réseau, qui avait acheté les droits des personnages de Kricfalusi, a été négocié avec lui. Le tir à la corde créatif a été étroitement surveillé par les animateurs et l’industrie de la télévision et par la presse nationale.
En réponse, Nickelodeon a créé son propre studio d’animation, Games Animation. La série a été déplacée aux jeux vidéo et placée sous la supervision créative de Bob Camp, l'un des anciens partenaires scénaristes-réalisateurs de Kricfalusi. Le plan de Nick était d'engager de brillants jeunes animateurs et de les laisser faire presque tout ce qu'ils veulent. Vanessa Coffey a rapidement quitté ses fonctions de vice-présidente de l'animation chez Nickelodeon pour poursuivre ses propres projets. Elle est remplacée par Mary Harrington, une productrice de Nickelodeon qui a quitté New York pour participer à la gestion de la division Nicktoons, qui a failli devenir un véritable chaos après le congédiement de Kricfalusi.
En 1992, l'animateur Joe Murray avait été approché par Nickelodeon dans le but de développer une nouvelle série d'animation pour Games Animation. Joe Murray Productions et Games Animation de Murray louent des bureaux sur Ventura Boulevard, dans le quartier de Studio City, dans la région de la Vallée de San Fernando à Los Angeles, en Californie. La production a été transférée dans un autre immeuble de bureaux situé sur Vineland Avenue à Studio City. Les cadres ne partageaient pas d'espace avec l'équipe de la création. La première production de Games Animation, Rocko's Modern Life, a été créée sur le réseau en 1993.
Nickelodeon ayant délaissé Spümcø et son créateur, John Kricfalusi, de leurs fonctions, la tâche initiale consistait à continuer de produire Ren & Stimpy. À cette époque, Games Animation était installé dans un immeuble de bureaux à Studio City, en Californie. En plus cette série, les autres chaînes Nicktoons de Nickelodeon ont été réalisés à l’extérieur de Jumbo Pictures (dont le prochain contrat avec Nickelodeon serait une série d’activités réelles / de marionnettes, Allegra Window pour Nick Jr.) à New York et Klasky Csupo (qui est devenu populaire parmi les producteurs d’animation de la série télévisée animée Les Simpson, la plus ancienne de Fox, de 1987 à 1992, date à laquelle les tâches de production d’animation ont été confiées à Film Roman, ainsi que Duckman d’Everett Peck, produit par la société sœur de Nickelodeon : Paramount Television, a été ensuite diffusé sur la chaîne américaine USA Network de 1994 à 1997).
En 1993, Nickelodeon diffuse sa première série maison entièrement originale : Rocko's Modern Life, produite par Games Animation avec le partenariat de Joe Murray Studio. Les équipes de Game Animation ont travaillé sur la série pendant trois ans et ont employé plus de 70 personnes au cours de son exécution. La série a été annulée en 1996 par Nickelodeon en raison de la volonté de son créateur, Joe Murray, de passer plus de temps avec sa famille. À la suite de cette annulation, Games Animation a produit les courts métrages de He Arnold !, Les Castors allumés et Michat-Michien, ainsi que les 26 premiers épisodes de ce dernier et les 13 autres. Ce dernier a été produit par Nickelodeon Animation Studios et les deux autres d’ici.

### De 1998 à 2016: Nickelodeon Animation Studio
En 1996, Albie Hecht, alors président de Film and TV Entertainment pour Nickelodeon, a rencontré les artistes de la chaîne pour une séance de brainstorming sur les éléments de leur studio idéal et, avec leurs commentaires (et une inspiration de la fabrique de chocolat Willy Wonka), a créé « un laboratoire ludique, inspirant et à la fine pointe de la technologie qui, espérons-le, donnera naissance à la prochaine génération classiques du dessin animé ». Il a ajouté : « Pour moi, ce bâtiment est la manifestation physique d'un rêve personnel : lorsque les gens pensent aux dessins animés, ils disent Nicktoons. » Nickelodeon et sa société mère Viacom ont organisé une fête pour célébrer l'ouverture de leur nouveau studio d'animation Nicktoons le 4 mars 1998. Lors de la soirée de lancement, un rassemblement de militants syndicaux a formé une ligne de piquetage pour protester contre les pratiques d'embauche indépendantes de Nickelodeon à l'extérieur des portes de fer du studio.
Située au 231 West Olive Avenue à Burbank, en Californie, cette installation de 6 000 m2 (72 000 pieds carrés), conçue par le cabinet d'architecture AREA de Los Angeles, accueille de 200 à 300 employés et jusqu'à cinq productions simultanées. Il contient également un parcours de golf miniature (avec un trou dédié à Walt Disney), un parcours de basket-ball intérieur / salle de projection, une galerie d'artistes, un magasin de studio et une fontaine qui projette de l'eau verte dans les airs. Le studio Nicktoons abrite cinq unités de production orientées vers le projet. Chacune a sa propre couleur et son propre environnement de design et comprend un salon, un salon pour écrivain et une salle de conférence avec scénarimage. Le studio dispose également d’une scène Foley (pour l’enregistrement des effets sonores en direct), d’une zone de post-production, de salles de montage, de mixage et d’un grenier à l’étage avec puits de lumière pour les coloristes.
En septembre 1999, Nickelodeon a ouvert un nouveau grand studio d’animation numérique à 1633 Broadway, à Manhattan. Le studio de New York a principalement repris la production des propriétés animées de Nick Jr. . Au même moment, les installations de Los Angeles ont animé l’introduction de The Amanda Show.
En 2005, il a été signalé que le studio était en vente. Cela a été corrigé par la suite, car le propriétaire du bâtiment le vendait.

### Depuis 2016: Nickelodeon Studios
En 2016, les installations d'animation de Nickelodeon ont été transférées dans une structure en verre de cinq étages qui fera partie d'un nouveau complexe du plus grand studios, à côté des installations actuelles de Burbank, qui lui ont été intégrées afin de permettre aux productions animées actuellement produites ailleurs dans le sud de la Californie sous une seule installation de production. Parce qu'il abrite à la fois des productions animées et des scènes d'action réelle, le studio a été renommé simplement en Nickelodeon Studios (à ne pas confondre avec les studios Nickelodeon d'origine de Universal Studios Florida, qui a fermé ses portes en 2005). Le studio abrite également la capsule témoin Nickelodeon, inhumée pour la première fois à Orlando en Floride en 1992 dans les studios Nickelodeon d'origine et plus tard au complexe Nickelodeon Suites.
En 2006, qui a emménagé dans son nouveau studio à la fermeture de celui-ci, le studio a été renommé le 1er juin 2016. Le nouveau studio a ouvert le 11 janvier 2017.

## Liste des productions de séries télévisées d'animations

### Séries animées diffusées sur Nickelodeon

#### Séries d'animations des années1990
| Série                 | Date de diffusion                    | Date de diffusion                        | Statut        | Société(s) de production                       |
| --------------------- | ------------------------------------ | ---------------------------------------- | ------------- | ---------------------------------------------- |
| Doug                  | 11 août 1991 - 5 juin 1999           | 4 septembre 1995 - date de fin inconnue  | Arrêté        | Ellipse Programmé, Plus One Animation          |
| Les Razmoket          | 8 août 1991 - 8 juin 2004            | 17 octobre 1992 - 28 février 2003        | Arrêté        | Klasky Csupo, Wang Film Productions, Anivision |
| Ren et Stimpy         | 11 août 1991 - 14 novembre 1996      | 21 août 1992 - date de fin inconnue      | Arrêté        | Spümcø                                         |
| Rocko et compagnie    | 18 septembre 1993 - 24 novembre 1996 | 1995 - 1996                              | Arrêté        | Joe Murray Productions, Games Animation        |
| Drôles de monstres    | 24 octobre 1994 - 16 novembre 1997   | 25 février 1997 - date de fin inconnue   | Arrêté        | Klasky Csupo                                   |
| Hé Arnold!            | 7 octobre 1996 - 8 juin 2008         | 31 août 1998 - date de fin inconnue      | Arrêté        | Snee-Oosh, Inc.                                |
| Kablam! (en)          | 11 octobre 1996 - 22 janvier 2000    | 1er juillet 1998 - 17 septembre 1998     | Arrêté        | Flying Mallet, Inc.                            |
| Les castors allumés   | 19 avril 1997 - 11 novembre 2001     | 1998 - date de fin inconnu               | Arrêté        | Gunther-Wahl Productions                       |
| Michat-Michien        | 4 avril 1998 - 15 juin 2005          | 4 septembre 1999 - date de fin inconnue  | Arrêté        | Peter Hannan Productions, Watchview Studio     |
| Oh Yeah! Cartoons     | 17 juillet 1998 - 25 mai 2001        | -                                        | Arrêté        | Frederator Studios                             |
| La Famille Delajungle | 1er septembre 1998 - 11 juin 2004    | 1er novembre 1998 - date de fin inconnue | Arrêté        | Klasky Csupo                                   |
| Rudy à la craie       | 1er janvier 1998 - 29 juin 2000      | -                                        | Arrêté        | Frederator Studios                             |
| Bob l'éponge          | Depuis le 1er mai 1999               | Depuis le 1er juillet 2002               | En production | United Plankton Pictures                       |
| Rocket Power          | 16 août 1999 - 30 juin 2004          | 30 août 2001 - date de fin inconnue      | Arrêté        | Klasky Csupo                                   |

#### Séries d'animations des années2000
| Série                              | Date de diffusion                    | Date de diffusion                       | Statut | Société(s) de production                               |
| ---------------------------------- | ------------------------------------ | --------------------------------------- | ------ | ------------------------------------------------------ |
| Ginger                             | 25 octobre 2000 - 14 novembre 2006   | 5 novembre 2001 - 14 novembre 2016      | Arrêté | Klasky Csupo                                           |
| Mes parrains sont magiques         | 30 mars 2001 - 26 juillet 2017       | 2005 - 14 juillet 2018                  | Arrêté | Billionfold Inc., Frederator Studios                   |
| Invader Zim                        | 30 mars 2001 - 19 août 2006          | -                                       | Arrêté | -                                                      |
| Action League Maintenant!          | 25 novembre 2001 - 10 février 2002   | -                                       | Arrêté | Chuckimation, Flting Mallet, Inc                       |
| Jimmy Neutron                      | 20 juillet 2002 - 21 juillet 2006    | 8 janvier 2003 - 28 mars 2007           | Arrêté | O Entertainment, DNA Productions, Paramount Television |
| Razbitume                          | 12 avril 2003 - 17 août 2008         | 8 septembre 2004 - date de fin inconnue | Arrêté | Klasky Csupo                                           |
| Jenny Robot                        | 1er juin 2003 - 30 mars 2007         | 2 mars 2005 - août 2016                 | Arrêté | Frederator Studios                                     |
| Danny Fantôme                      | 3 avril 2004 - 27 août 2007          | 24 octobre 2005 - date de fin inconnue  | Arrêté | Billionfold Inc., Frederator Studios                   |
| Avatar, le dernier maître de l'air | 21 février 2005 - 19 juillet 2008    | 27 août 2005 - date de fin inconnue     | Arrêté | -                                                      |
| Chadébloc                          | 9 juillet 2005 - 2 janvier 2007      | 9 juillet 2005 - 10 février 2007        | Arrêté | -                                                      |
| Les X                              | 25 novembre 2005 - 13 décembre 2006  | -                                       | Arrêté | -                                                      |
| Les Aventures de Manny Riviera     | 3 mars 2007 - 13 septembre 2008      | 1er janvier 2009 - date de fin inconnue | Arrêté | Mexopolis                                              |
| Take et le Pouvoir de Juju         | 31 août 2007 - 24 janvier 2009       | -                                       | Arrêté | THQ                                                    |
| La Ferme en folie                  | 29 septembre 2007 - 12 novembre 2011 | 2009 - date de fin inconnue             | Arrêté | Omation Animation Studio                               |
| Super Bizz                         | 26 avril 2008 - 18 juin 2011         | 15 mai 2010 - date de fin inconnue      | Arrêté | Paper Kite Productions, Polka Dot Pictures             |
| Rugrats Pre-School Daze            | 25 juillet 2005 - 28 juillet 2005    | 22 août 2016 - date de fin inconnue     | Arrêté | -                                                      |
| Fanboy et Chum Chum                | 12 octobre 2009 - 2 novembre 2012    | 6 novembre 2009 - 12 juillet 2014       | Arrêté | Frederator Studios                                     |

#### Séries d'animations des années2010
| Série                                          | Date de diffusion                    | Date de diffusion                       | Statut        | Société(s) de production                                 |
| ---------------------------------------------- | ------------------------------------ | --------------------------------------- | ------------- | -------------------------------------------------------- |
| Planet Sheen                                   | 2 octobre 2010 - 15 février 2013     | 3 septembre 2011 - date de fin inconnue | Arrêté        | Omation Animation Studio, Paramount Television           |
| TUFF Puppy                                     | 2 octobre 2010 - 4 avril 2015        | 24 août 2011 - 22 décembre 2012         | Arrêté        | Billionfold Inc.                                         |
| Winx Club (épisodes spéciaux ; saisons 5 et 6) | 27 juin 2011 - 22 novembre 2015      | 24 octobre 2012 - 2014                  | Arrêté        | Rainbow S.p.A., Rai Fiction                              |
| La Légende de Korra                            | 14 avril 2012 - 19 décembre 2014     | -                                       | Arrêté        | Ginormous Madman Productions, Studio Mir, Studio Pierrot |
| Monstre et Robot (en)                          | 4 avril 2012 - 14 février 2015       | -                                       | Arrêté        | Smasho! Productions, Lowbar Productions                  |
| Les Tortues Ninja                              | 29 septembre 2012 - 12 novembre 2017 | 1er octobre 2012 - 9 décembre 2017      | Arrêté        | Lowbar Productions, Mirage Studios                       |
| Sanjay et Craig                                | 25 mai 2013 - 29 juillet 2016        | 1er février 2014 - date de fin inconnue | Arrêté        | Forest City Rockers                                      |
| Breadwinners                                   | 17 février 2014 - 12 septembre 2016  | 20 octobre 2014 - 12 août 2017          | Arrêté        | -                                                        |
| Harvey Beaks                                   | 28 mars 2015 - 29 décembre 2017      | 5 juin 2015 - 28 décembre 2017          | Arrêté        | -                                                        |
| Objectif Blake!                                | Depuis le 3 avril 2015               | Depuis le 13 avril 2015                 | En production | Marathon Media                                           |
| Cochon Chèvre Banane Criquet                   | 16 juillet 2015 - 1er septembre 2017 | 18 juillet 2015 - 26 février 2016       | Arrêté        | -                                                        |
| Bienvenue chez les Loud                        | Depuis le 2 mai 2016                 | Depuis le 16 mai 2016                   | En production | Jam Filled Entertainment                                 |
| Bunsen est une bête                            | 16 janvier 2017 - 10 février 2018    | 25 septembre 2017 - 23 décembre 2018    | Arrêté        | Billionfold Inc.                                         |
| Les Aventures de la tour Wayne                 | 24 juillet 2017 - 31 mai 2019        | Depuis le 1er janvier 2018              | Arrêté        | Yowza! Animation                                         |
| Les Aventures de Kid Danger                    | 15 janvier 2018 - 14 juin 2018       | 19 mai 2018 - 29 septembre 2018         | Arrêté        | Powerhouse Animation, Schneider's Bakery                 |
| Le Destin des Tortues Ninja                    | Depuis le 17 septembre 2018          | Depuis le 17 novembre 2018              | En production | Flying Bark Productions, Mirage Studios                  |
| Pinky Malinky                                  | 1er janvier 2019 - 17 juillet 2019   | Depuis le 1er janvier 2019              | Arrêté        | -                                                        |
| Middle School Moguls                           | 2 septembre 2019 - 29 septembre 2019 | -                                       | Arrêté        | Gengirl Media, Inc.                                      |
| Bienvenue chez les Casagrandes                 | 14 octobre 2019 - 30 septembre 2022  | 31 août 2020 - 1er décembre 2022        | Arrêté        | -                                                        |

#### Séries d'animations des années2020
| Série                       | Date de diffusion         | Date de diffusion         | Statut        | Société(s) de production                                                 |
| --------------------------- | ------------------------- | ------------------------- | ------------- | ------------------------------------------------------------------------ |
| Annie & Pony                | Depuis le 18 janvier 2020 | Depuis le 12 octobre 2020 | En production | Blue-Zoo Animation                                                       |
| Glitch Techs                | Depuis le 21 février 2020 | -                         | En production | Top Draw Animation, Flying Bark Productions                              |
| Kamp Koral                  | 2021                      | -                         | En cours      | United Plankton Pictures                                                 |
| The Barbarian and the Troll | 2021                      | -                         | En cours      | Mike Mitchell Productions, Brightlight Pictures                          |
| Middlemost Post             | 2021                      | -                         | En cours      |                                                                          |
| Star Trek: Prodigy          | 2021                      | -                         | En cours      | Secret Hideout, Roddenberry Entertainment, Brothers Hageman Productions  |
| Adventures in Wonder Park   | à l'avenir                | -                         | En cours      | Paramount Animation, Ilion Animation Studios, Midnight Radio Productions |
| Man of the House            | à l'avenir                | -                         | En cours      | Act III Productions                                                      |
| Ren & Stimpy, le reboot     | à l'avenir                | -                         | En cours      | Spümcø                                                                   |
| Meet the Voxels             | à l'avenir                | -                         | En cours      | -                                                                        |
| Garfield                    | à l'avenir                | -                         | En cours      | Paws, Inc.                                                               |
| Big Nate                    | à l'avenir                | -                         | En cours      | -                                                                        |
| Phoebe and Her Unicorn      | à l'avenir                | -                         | En cours      | -                                                                        |
| The Patrick Star Show       | à l'avenir                | -                         | En cours      | United Plankton Pictures                                                 |
| Amusement Park              | à l'avenir                | -                         | En cours      | Paramount Animation, Ilion Animation Studios                             |

#### Séries d'animations sous licence
| Série                               | Date de diffusion                   | Date de diffusion                       | Statut | Société(s) de production        |
| ----------------------------------- | ----------------------------------- | --------------------------------------- | ------ | ------------------------------- |
| Les Pingouins de Madagascar         | 29 novembre 2008 - 19 décembre 2015 | 29 novembre 2009 - 7 juillet 2014       | Arrêté | DreamWorks Animation            |
| Kung Fu Panda: L'Incroyable Légende | 7 novembre 2011 - 29 juin 2016      | 14 décembre 2014 - date de fin inconnue | Arrêté | DreamWorks Animation            |
| Monstres contre Aliens              | 23 mars 2013 - 8 février 2014       | -                                       | Arrêté | DreamWorks Animation            |
| Les Lapins Crétins: Invasion        | 3 août 2013 - 23 juin 2017          | 19 octobre 2013 - 23 février 2019       | Arrêté | Ubisoft Motion Pictures, TeamTO |

### Séries animées diffusées sur Nick Jr. (Nickelodeon Junior)

#### Séries d'animations des années 1990
| Série         | Date de diffusion                 | Date de diffusion                   | Statut | Société(s) de production |
| ------------- | --------------------------------- | ----------------------------------- | ------ | --- |
| Petit Ours    | 6 novembre 1996 - 7 novembre 2003 | -                                   | Arrêté | Wild Things Productions, Nelvana |
| Jeu de Bleue  | 8 septembre 1996 - 6 août 2006    | -                                   | Arrêté | - |
| Baby Einstein | 1er février 1997 - 30 avril 2011  | 5 septembre 1998 - 24 novembre 2012 | Arrete | Sesame Workshop, HIT Entertainment, Cuppa Coffee Studios, Decode Entertainment, Image Entertainment Corporation, Thunderbird Entertainment, Big Bang Digital Studios, CCI Entertainment, Collideascope Digital Productions, 9 Story Entertainment, Alliance Atlantis, Mercury Filmworks, Breakthrough Entertainment, Spin Master Entertainment, Spectra Animation, DQ Entertainment, Telegael Teoranta, and Baby Einstein Productions |
| Teletubbies   | 29 mars 1997 - 10 septembre 2005  | 20 juin 1998 - 11 novembre 2006     | -      | - |

#### Séries d'animations des années 2000
| Série               | Date de diffusion                    | Date de diffusion                      | Statut | Société(s) de production                       |
| ------------------- | ------------------------------------ | -------------------------------------- | ------ | ---------------------------------------------- |
| Dora l'exploratrice | 14 août 2000 - 9 août 2019           | 3 août 2001 - 15 janvier 2016          | Arrêté | Stinky Hawk Productions                        |
| Oswald la pieuvre   | 20 août 2001 - 19 septembre 2003     | -                                      | Arrêté | HIT Entertainment                              |
| Les Mélodilous      | 11 août 2004 - 12 juillet 2013       | 10 juillet 2005 - date de fin inconnue | Arrêté | Nelvana                                        |
| Go Diego !          | 6 septembre 2005 - 16 septembre 2011 | 4 janvier 2006 - 3 mai 2009            | Arrêté | -                                              |
| Les Wonder Choux    | 3 mars 2006 - 3 septembre 2016       | -                                      | Arrêté | Little Airplane Productions, 9ate7 Productions |
| Ni Hao, Kai-Lan     | 5 novembre 2007 - 21 août 2011       | -                                      | Arrêté | Harringtoons Productions                       |

#### Séries d'animations des années 2010
| Série                                  | Date de diffusion                 | Date de diffusion                       | Statut        | Société(s) de production                             |
| -------------------------------------- | --------------------------------- | --------------------------------------- | ------------- | ---------------------------------------------------- |
| Umizoomi                               | 25 janvier 2011 - 24 avril 2015   | 5 septembre 2011 - date de fin inconnue | Arrêté        | Curious Pictures, Cuppa Coffee Studios               |
| Bubulle Guppies                        | Depuis le 24 janvier 2011         | Depuis le 24 août 2011                  | En production | WildBrain Entertainment, Nelvana, Jam Filled Toronto |
| PAW Patrol: La Pat' Patrouille         | Depuis le 12 août 2013            | Depuis le 26 mars 2014                  | En production | -                                                    |
| Wallykazam! (en)                       | 3 février 2014 - 9 septembre 2017 | -                                       | Arrêté        | -                                                    |
| Dora and Friends : Au cœur de la ville | 18 août 2014 - 5 février 2017     | 30 août 2016 - date de fin inconnue     | Arrêté        | -                                                    |
| Blaze et les Monster Machines          | Depuis le 13 octobre 2014         | Depuis le 21 mars 2015                  | En production | WildBrain Studios, Original Television               |
| Les Agents pop secrets                 | 15 juin 2015 - 22 janvier 2016    | -                                       | Arrêté        | 6point2, Nelvana Limited                             |
| Shimmer et Shine                       | Depuis le 24 août 2015            | Depuis 2016                             | En production | -                                                    |
| Nella princesse chevalier              | Depuis le 6 février 2017          | Depuis le 13 janvier 2018               | En production | Brown Bag Films                                      |
| Winx Club (saison 7)                   | 10 janvier 2016 - 10 avril 2016   | 19 septembre 2015 - 31 octobre 2015     | Arrêté        | Rainbow S.p.A., Rai Fiction                          |
| Sunny Day (en)                         | Depuis le 21 août 2017            | -                                       | Arrêté        | Silvergate Media, Pipeline Studios                   |
| Butterbean's Café                      | Depuis le 12 novembre 2018        | -                                       | En production | Brown Bag Films                                      |
| Top Wing : Toutes ailes dehors !       | Depuis le 6 novembre 2017         | -                                       | En production | Industrial Brothers, 9 Story Media Group             |
| Blue et ses amis                       | Depuis le 11 novembre 2019        | Depuis le 6 mai 2020                    | En production | 9 Story Media Group, Brown Bag Films                 |